# Olympische Sommerspiele 1960/Teilnehmer (Kanada)
| Gelbes Symbol für Goldmedaillen mit stilisierten Olympischen Ringen | Graues Symbol für Silbermedaillen mit stilisierten Olympischen Ringen | Braundes Symbol für Bronzemedaillen mit stilisierten Olympischen Ringen |
| ------------------------------------------------------------------- | --------------------------------------------------------------------- | ----------------------------------------------------------------------- |
| —                                                                   | 1                                                                     | —                                                                       |

Kanada nahm an den Olympischen Sommerspielen 1960 in Rom mit einer Delegation von 85 Athleten (74 Männer und 11 Frauen) an 77 Wettkämpfen in 14 Sportarten teil. Der einzige Medaillenerfolg gelang dem Ruderachter, er gewann, wie bereits vier Jahre zuvor in Melbourne, die Silbermedaille, diesmal hinter der gesamtdeutschen Mannschaft. Fahnenträger bei der Eröffnungsfeier war der Fechter Carl Schwende.

## Teilnehmer nach Sportarten

### Boxen
Männer
- Jeffrey Alleyne
- Marcel Bellefeuille
- Gaby Mancini
- Raoul Sarrazin

### Fechten
Männer
- Carl Schwende

### Gewichtheben
Männer
- Dave Baillie
- Mike Lipari
- William Swaluk

### Kanu
Männer
- John Beedell
- Michael Brown
- Joseph Derochie
- Lou Lukanovich
- Alan McCleery
- Donald Stringer

### Leichtathletik
| Männer - Gordon Dickson - Lynn Eves - Harry Jerome - Doug Kyle - Ergas Leps - Joe Mullins - Alex Oakley - Sig Ohlemann - George Shepherd - George Short - George Stulac - Terry Tobacco | Frauen - Eleanor Haslam - Valerie Jerome - Nancy Lewington - Sally McCallum |

### Radsport
Männer
- Luigi Bartesaghi
- Alessandro Messina

### Reiten
- Jim Elder
- Norman Elder
- Tom Gayford
- Brian Herbinson

### Ringen
Männer
- Kurt Boese
- Ray Lougheed
- Robert Steckle

### Rudern
Männer
- - Zweier ohne Steuermann

Hoffnungslauf
- Keith Donald
- Lorne Loomer

- - Vierer ohne Steuermann

Hoffnungslauf
- Robert Adams
- Clayton Brown
- Christopher Leach
- Franklin Zielski

- - Achter

Silber
- David Anderson
- Don Arnold
- Sohen Biln
- Walter D’Hondt
- Nelson Kuhn
- John Lecky
- Archibald MacKinnon
- William McKerlich
- Glen Mervyn

### Schießen
- Gilmour Boa
- Godfrey Brunner
- Evald Gering
- Gilbert Henderson
- Bill Jones
- Garfield McMahon
- Edson Warner

### Schwimmen
| Männer - Cam Grout - Dick Pound - Steve Rabinovitch - Bob Wheaton | Frauen - Sara Barber - Margaret Iwasaki - Judith McHale - Mary Stewart |

### Segeln
- Ian Bruce
- William Burgess
- Jerome Conway
- Pierre Desjardins
- Melville Gould
- Barclay Livingstone
- Sandy MacDonald
- Gordon Norton
- Lynn Watters
- William West
- Keith Wilson

### Turnen
| Männer - Richard Montpetit | Frauen - Louise Parker - Ernestine Carter |

### Wasserspringen
| Männer - Ernie Meissner | Frauen - Irene MacDonald |